# Yugoslavia en los Juegos Olímpicos de Sarajevo 1984
Yugoslavia estuvo representada en los Juegos Olímpicos de Sarajevo 1984 por un total de 72 deportistas que compitieron en 10 deportes.  
El portador de la bandera en la ceremonia de apertura fue el esquiador alpino Jure Franko.

## Medallistas
El equipo olímpico yugoslavo obtuvo las siguientes medallas:
| Nombre      | Deporte      | Competición       |
| ----------- | ------------ | ----------------- |
| Oro         |              |                   |
| —           |              |                   |
| Plata       |              |                   |
| Jure Franko | Esquí alpino | Eslalon gigante M |
| Bronce      |              |                   |
| —           |              |                   |